# دالهيم
دالهيم هي بلدية والونيا تقع في بلجيكا بمقاطعة لياج. في 1 يناير 2012 كان اجمالي عدد السكان 6996. وتبلغ المساحة الكلية 36.06 كيلومتر مربع مما يعطي كثافة سكانية 180 نسمة لكل كيلومتر مربع. ودالهيم اسم من أصل جرماني يعني «مكان الإقامة في وادي» ham)